# Пуэрто-Галера
Пуэ́рто-Гале́ра (англ. Puerto Galera) — муниципалитет первого класса в провинции Восточный Миндоро, на острове Миндоро, Филиппины. Известен своими пляжами, природными бухтами и как одно из главных направлений для дайвинга и пляжного туризма в стране. По данным переписи 2020 года, население составляет 41 961 человек.

## География
Пуэрто-Галера расположен на северо-западной оконечности острова Миндоро, на побережье Южно-Китайского моря. Муниципалитет находится примерно в 130 километрах к югу от столицы Манила и в 51 километре от города Калапан, административного центра провинции Восточный Миндоро.
Территория включает 13 административных единиц — барангай: Aninuan, Balatero, Baclayan, Dulangan, Palangan, Poblacion, Sabang, San Antonio, San Isidro, Santo Niño, Sinandigan, Tabinay и Villaflor.
Пуэрто-Галера славится своей уникальной географией — здесь сочетаются густые тропические леса, гористая местность и живописные пляжи с белым песком. Муниципалитет является воротами к морским глубинам залива Верде — одному из самых биоразнообразных морских районов мира. Рельеф местности варьируется от прибрежных равнин до холмов и гор, включая гору Маласимо, которая привлекает любителей треккинга.
Благодаря своему расположению, Пуэрто-Галера также служит важным звеном в туристическом маршруте, связывающем Лусон с южными островами Филиппин. Доступ осуществляется как по морю, так и по суше, с использованием паромов и катеров, что делает регион удобным для посещения.

## История
Название «Пуэрто-Галера» происходит от испанского «порт галер» — гавань для кораблей. Первыми европейцами, высадившимися на этих землях, стали испанцы в 1570 году. Благодаря своей защищённой природной бухте, место быстро стало важным пунктом для морской торговли и укрытия судов во время шторма.
В XVII веке здесь была основана военная гарнизонная база, а также возведены сторожевые башни для защиты от пиратов. С течением времени поселение выросло в значимый портовый населённый пункт.
В 1973 году прибрежная зона Пуэрто-Галера получила статус биосферного резерва ЮНЕСКО, благодаря разнообразию морской флоры и фауны.
После прибытия испанцев в 1570 году Пуэрто-Галера стал важным узлом на морском пути между Манилой и южными островами. Помимо военной функции, поселение выполняло роль торгового центра, куда свозились товары с Миндоро и соседних островов. Местные жители занимались рыболовством, ремесленным производством и земледелием.
Во время американского колониального периода (начало XX века) Пуэрто-Галера продолжал развиваться как стратегический и туристический район. Инфраструктура начала расширяться, а местная экономика стала более разнообразной.
В наши дни Пуэрто-Галера известен как один из ведущих дайвинг-центров Азии и курортов, ориентированных на экотуризм. Благодаря усилиям по сохранению природы, он остаётся примером устойчивого развития на Филиппинах.

## Туризм
Пуэрто-Галера является одним из наиболее популярных туристических направлений на острове Миндоро и в регионе Мимаропа. Муниципалитет известен своими пляжами, живописными бухтами и богатой морской экосистемой, что делает его привлекательным для отдыха и морского туризма.
В прибрежных водах муниципалитета находится более 30 зарегистрированных дайв-сайтов, включая Coral Garden, Hole in the Wall, The Canyons и Sabang Wrecks. Эти места отличаются чистой водой, коралловыми рифами и разнообразием морской фауны.
Одним из наиболее посещаемых пляжей является White Beach, известный развитой туристической инфраструктурой. Менее многолюдные пляжи, такие как Talipanan и Aninuan, предлагают условия для спокойного отдыха.
Среди других природных достопримечательностей — водопады Tamaraw Falls и пешеходные маршруты в окрестностях. Распространены морские прогулки, сноркелинг, фридайвинг и экскурсии на лодках.
В 1973 году прибрежная зона Пуэрто-Галера получила статус биосферного резервата ЮНЕСКО в рамках программы «Человек и биосфера», став первым подобным объектом на территории Филиппин.

## Достопримечательности
Пуэрто-Галера известен своими живописными пейзажами, пляжами, природными и культурными достопримечательностями. Регион популярен среди туристов, особенно любителей дайвинга, экотуризма и активного отдыха.
- Белый пляж (англ. White Beach) — один из самых посещаемых пляжей Пуэрто-Галеры. Отличается мягким белым песком, прозрачной водой и развитой туристической инфраструктурой: кафе, бары, сувенирные лавки и водные развлечения.
- Сабанг-Бич (англ. Sabang Beach) — центр ночной жизни и главная точка для дайвинга. Здесь расположены десятки дайв-центров, предлагающих погружения к коралловым рифам и подводным пещерам.
- Водопады Тамарау (англ. Tamaraw Falls) — живописные каскадные водопады, находящиеся вдоль дороги между Пуэрто-Галера и Калапаном. Популярное место для остановки, отдыха и купания.
- Смотровая площадка Пунта-Галера (англ. Punta Galera Viewpoint) — открывает панорамные виды на залив и море, особенно красива во время заката.